# География Руанды
Руа́нда — государство в Восточной Африке.

## Площадь и границы
Руанда занимает площадь 26 338 км². Протяжённость с севера на юг около 170 км, с востока на запад — около 270 км.
Общая длина государственной границы составляет 893 км: с Бурунди — 290 км, Демократической Республикой Конго — 217 км, Танзанией — 217 км, Угандой — 169 км. Выхода к морю у страны нет.

## Климат
Руанда находится в зоне субэкваториального климата, который существенно смягчается высотой над уровнем моря. Среднемесячная температура воздуха 12—27 °C. В горных районах на западе прохладнее, чем на восточных равнинах. Характерны 2 сухих и 2 дождливых сезона.

## Рельеф
Руанду называют страной тысячи холмов.

Большую часть территории занимает сильно расчленённое всхолмлённое плоскогорье высотой 1500—2000 м. На крайнем северо-западе расположена группа вулканов Вирунга. Самая высокая точка страны — вулкан Карисимби (4 507 метров), самая низкая — река Русизи (950 метров).

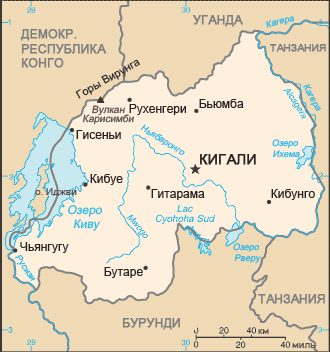
Карта Руанды
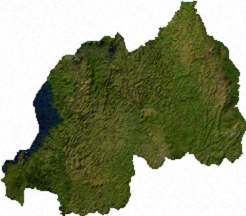
Спутниковый снимок
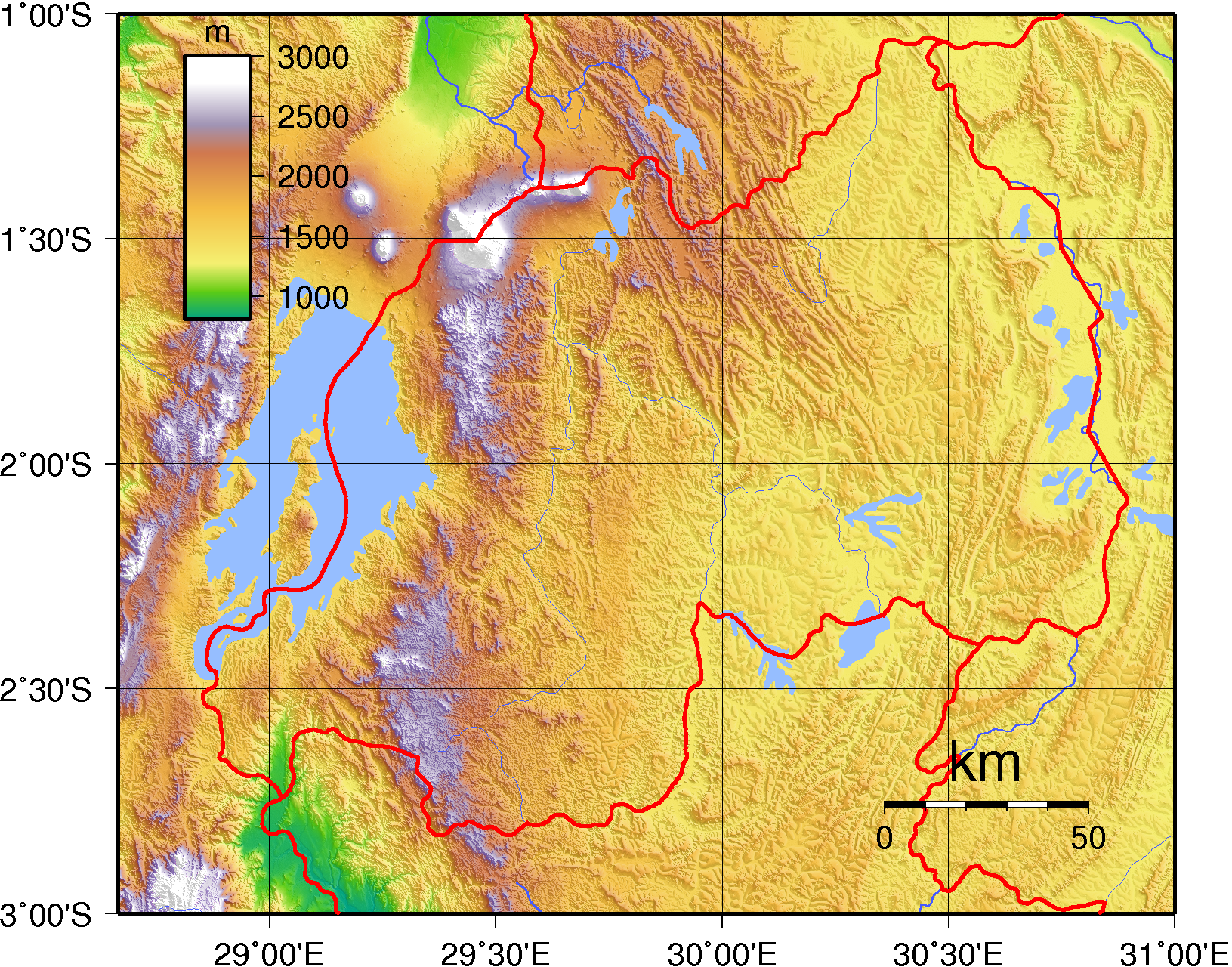
Физическая карта

## Гидрология
Территория Руанды принадлежит к бассейну двух крупных рек: Нилу — 67 % площади и Конго — 33 % площади. Питание рек преимущественно дождевое. Крупнейшее озеро — Киву.

## Флора и фауна
Биоразнообразие Руанды наиболее представлено в лесном резервате Ньюнгве (200 видов деревьев, в том числе орхидные и бегониевые; 13 видов приматов, в том числе шимпанзе и колобус Рувензори, 280 видов птиц), в национальном парке Кагера (большие популяции жирафов и слонов), в Вулканическом национальном парке в горах Вирунга (горные гориллы, 1/3 мировой популяции), в пределах водно-болотных угодий Ругези (гиппопотамы, черепахи, водоплавающие птицы, змеи). Охраняемые природные территории занимают 10 % территории страны.

#### Растительный мир
Растительность в стране представлена преимущественно влаго- и теплолюбивыми растениями. Ввиду активной сельскохозяйственной разработки земель видовое разнообразие растительного мира значительно сократилось. Вместо сельв с на территории страны ныне преимущественно невысокие редколесья посреди саванн. Основными видами растений являются баобабы, акации, ядовитые молочайные деревья, тамаринды, масличные и рожковые породы деревьев.
На склонах Конго-Нильского гребня растёт множество растительности, которые образуют чётко выраженные пояса. Нижний пояс — тропический, с множеством деревьев, лишаёв, лиан, мхов. Здесь же встречается 135 видов папоротников на 2012 год. Выше идёт уже субтропический пояс — вересковые вечнозелёные густые заросли. Дальше находится пояс альпийских лугов, который заполняют лобелии и крестовники. Подстилка этого слоя состоит из мха и торфа, а влага, которую они накапливают от поднимающихся в горы туч, служит источником образования горных рек.
На берегах и мелководьях озёр, речек и речушек растёт папирус вместе с тростником и влаголюбивыми кустарниками.

#### Животный мир

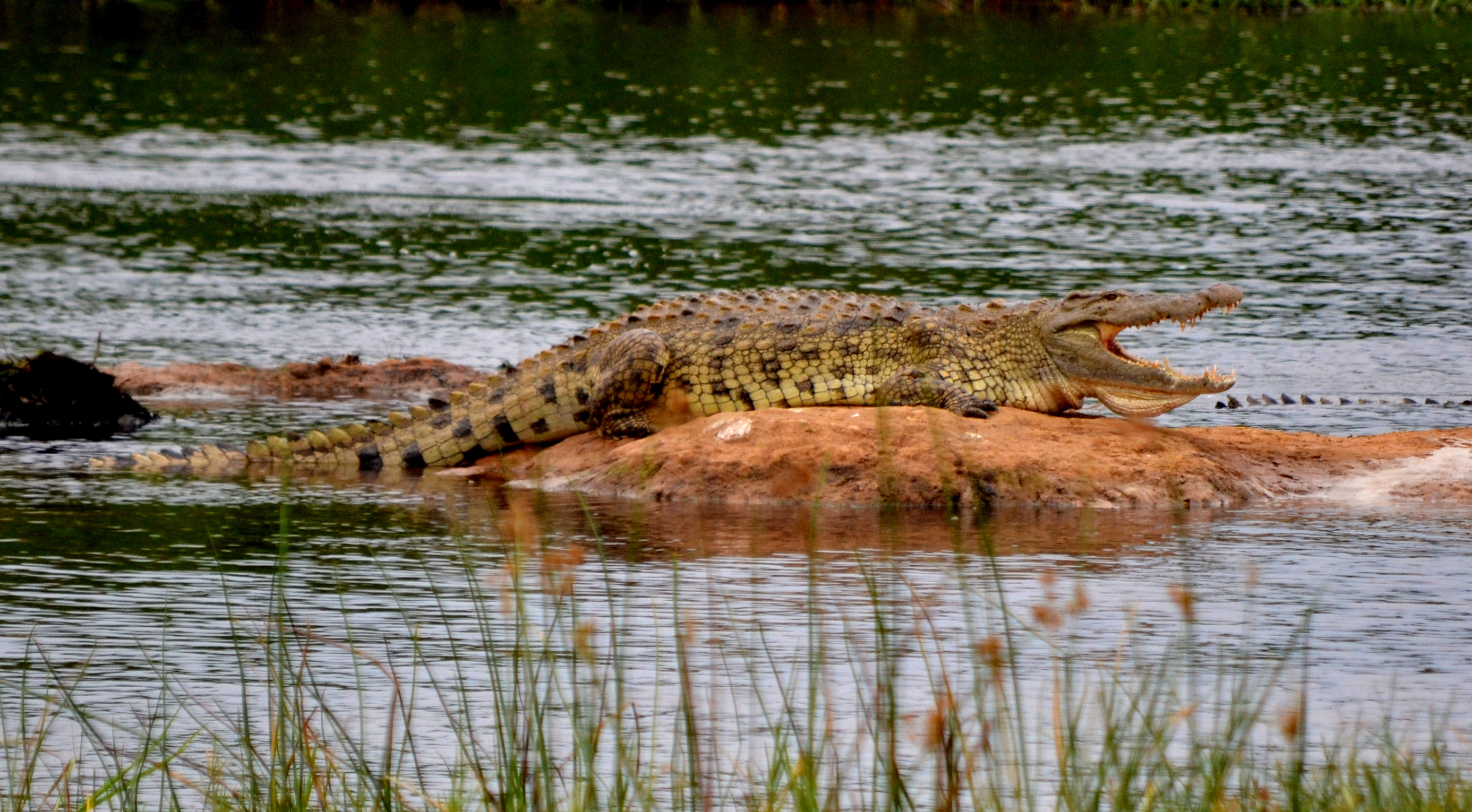
Крокодил в реках Руанды

Из-за высокой плотности населения страны (почти 500 человек на квадратный километр), крупные животные в большинстве своём обитают только в заповедниках и национальных парках. При этом в дикой природе на 2012 год ещё живёт небольшое количество лесных слонов, бегемотов и крокодилов. На ровных площадях африканской саванны пасутся небольшие стада зебр, а также обитают другие животные — жирафы, бородавочники, буйволы и антилопы. Вместе с ними живут хищники — гиены, шакалы и лесные собаки, а также приходящие из заповедников соседних стран гепарды, леопарды и львы.
На опушках в лесах живёт множество ядовитых змей — чёрная мамба, несколько видов гадюк и кобры. Близ воды же находит своё убежище гигантский питон, чья крепкая кожа ценится не меньше крокодильей и используется во множестве изделий ручной работы.
На территории страны обитает большое количество перелётных и местных птиц — аисты, фламинго, ибисы, марабу, пеликаны, чайки и множество других — всего до 275 видов. В реках, где гнездятся большинство из перечисленных птиц, обитают водяные змеи, саламандры, лягушки, пиявки и другие влаголюбивые создания. Из рыб наиболее распространены три вида — Ндагала (сельдевые), тилапии (карповые) и большие нильские окуни.
В стране живёт и множество вредных для человека и его жизнедеятельности созданий — грызуны, а также тараканы и прочие насекомые, в том числе переносчики опасных заболеваний — малярийные комары и мухи цеце, а также периодически истребляющая посевы саранча.